# Čik (fiume)
Il Čik (in russo Чик?) è un fiume della Russia siberiana occidentale. Scorre nei rajon Ordynskij, Kočenëvskij e Kolyvanskij dell'oblast' di Novosibirsk. 
Il fiume scorre con direzione prevalentemente nord-est. Unendosi con il fiume Oëš forma il Čaus (affluente dell'Ob'). La sua lunghezza è di 114 km e il suo bacino è di 2740 km². Ha una portata di 2,02 m³/s a 44 km dalla foce.